# No, No, No (singolo Yoko Ono)
No, No, No è un singolo della cantante giapponese Yōko Ono, pubblicato nel 1981 come estratto dal suo album Season of Glass del medesimo anno.

## Il brano
Si tratta di una delle tracce più drammatiche del disco tra quante fanno riferimento all'omicidio del marito John Lennon. Il brano inizia con il suono di quattro spari  (Lennon venne colpito alla schiena da quattro colpi di pistola) seguiti dalle urla della Ono. La B-side del 45 giri è Will You Touch Me.
Nel gennaio 2008 la canzone raggiunse la vetta della classifica Billboard Hot Dance Club Play negli Stati Uniti.
Una versione in download digitale dei nuovi remix house della canzone, è stata pubblicata da Yoko Ono attraverso la Twisted Records e resa disponibile esclusivamente su Beatport a partire dal 1º giugno 2008.

## Tracce
7" Single (1981)
1. A. No, No, No - 2:43
2. B. Will You Touch Me - 2:47

US 12" single (1981)
A1. No, No, No – 2:43
A2. Will You Touch Me – 2:37
A3. I Don't Know Why – 4:18
B1. Extension 33 – 2:45
B2. She Gets Down on Her Knees – 4:13
US 12" single (1981)
A1. No, No, No – 2:43
B1. Dogtown – 3:14
B2. I Don't Know Why – 3:59
B3. She Gets Down on Her Knees – 4:03
Digital download (2008)
1. No, No, No (Linus Loves Hyped Dub Mix) – 6:31
2. No, No, No (Linus Loves Hyped Vocal Mix) – 6:31
3. No, No, No (Tom Novy Vocal Mix) – 7:22
4. No, No, No (Tom Novy Dub) – 7:04
5. No, No, No (Eric Kupper Vocal Mix) – 8:04
6. No, No, No (Eric Kupper Dub) – 8:03
7. No, No, No (Friscia & Lamboy Vocal Mix) – 9:49
8. No, No, No (Friscia & Lamboy Dub) – 9:05
9. No, No, No (Peter Bailey Dub) – 7:46
10. No, No, No (Mike Cruz Dub) – 9:46
11. No, No, No (Lindbergh Palace Recub) – 7:02
12. No, No, No (Double B No...Well, Yes Vocal Mix) – 6:56